# Habitacions prehistòriques de Son Vidal - Pleta de sa Barraca
Les habitacions prehistòriques de Son Vidal - Pleta de sa Barraca  és un jaciment arqueològic prehistòric de la cultura talaiòtica, constituït per restes d'habitacions i una bassa antiga, situat al lloc anomenat sa Pleta de sa Barraca, a la possessió de Son Vidal, al municipi de Llucmajor, Mallorca.